# Deeper Life Bible Church
Deeper Life Bible Church (ou l'Église biblique de la vie profonde  en français) est une association internationale chrétienne évangélique d'églises pentecôtistes.  Son siège est une megachurch à Lagos, au Nigeria, qui serait fréquentée par 65 000 fidèles.  William Kumuyi est le Surintendant général de l'association internationale. Deeper Life Bible Church compte un institut de théologie, l'International Bible Training Centre.

## Histoire
En 1973, tout en étant professeur de mathématique à l'Université de Lagos, William Kumuyi a commencé un groupe d'étude biblique avec 15 étudiants qui étaient venus lui demander une formation biblique. Le ministère Deeper Life Bible Ministry est ainsi fondé.  William était un ancien anglican qui a rejoint l’Apostolic Faith Church après avoir eu un baptême du Saint-Esprit. En 1975, il a été expulsé de l'église pour avoir prêché sur le sujet. Il a continué son ministère indépendant, qui en 1982 est devenu la Deeper Life Bible Church.
Dès 1988, le ministère compte 50 000 fidèles. L'église a rapidement accueilli des milliers de personnes.  Puis l'église s'est installée dans toute l'Afrique subsaharienne, et un peu partout dans le monde. En 2016, elle serait fréquentée par 65 000 fidèles . L'église a ouvert un institut de théologie, l'International Bible Training Centre,.
En 2014, l'église a fondé une université, Anchor University, accréditée par le gouvernement nigérien en 2016. En 2017, l’église compterait 1 million de membres dans 60 pays. En avril 2018, l’église a inauguré son nouveau siège de Lagos, un bâtiment comprenant un auditorium de 30,000 places assises .
De nombreuses croyances concernant les pouvoirs de guérison des pasteurs animent les fidèles de l'église.

## Croyances
L’association d’églises a une confession de foi pentecôtiste .